# Before We Were So Rudely Interrupted
Before We Were So Rudely Interrupted (en español - Antes fuimos rudamente interrumpidos) es un álbum de estudio de la banda de rock británica The Animals, publicado en 1977. En la carátula del disco el álbum se le acredita a The Original Animals, debido a que se trata de la producción discográfica que marcó la reunión de los miembros originales de la banda. 

## Lista de canciones
1. "Brother Bill (The Last Clean Shirt)" (Jerry Leiber, Mike Stoller, Clyde Otis) - 3:18
2. "It's All Over Now, Baby Blue" (Bob Dylan) - 4:39
3. "Fire on the Sun" (Shaky Jake) - 2:23
4. "As the Crow Flies" (Jimmy Reed) - 3:37
5. "Please Send Me Someone to Love" (Percy Mayfield) - 4:44
6. "Many Rivers to Cross" (Jimmy Cliff) - 4:06
7. "Just a Little Bit" (John Thornton, Ralph Bass, Earl Washington, Piney Brown) - 2:04
8. "Riverside County" (Eric Burdon, Alan Price, Hilton Valentine, Chas Chandler, John Steel) - 3:46
9. "Lonely Avenue" (Doc Pomus) - 5:16
10. "The Fool" (Lee Hazlewood) - 3:24

## Créditos
- Eric Burdon – voz
- Alan Price – teclados
- Hilton Valentine – guitarra
- Chas Chandler – bajo
- John Steel – batería